# 12999 Toruń
12999 Toruń è un asteroide della fascia principale. Scoperto nel 1981, presenta un'orbita caratterizzata da un semiasse maggiore pari a 2,2736869 UA e da un'eccentricità di 0,1887592, inclinata di 5,76863° rispetto all'eclittica. Ha un diametro di 3,523 km e un periodo di rotazione di 3,552 ore.
Prende il nome da Toruń, città polacca che ha dato i natali a Niccolò Copernico.